# Cristián Canío
Cristián Eduardo Canío Manosalva (Nueva Imperial, 31 maggio 1981) è un ex calciatore cileno, di ruolo attaccante.